# Martin Parfait Aimé Coussoud-Mavoungou
Pour les articles homonymes, voir Mavoungou.
Martin Parfait Aimé Coussoud-Mavoungou, né le 12 novembre 1959 à Dolisie en république du Congo et mort le 14 mars 2022 à Paris, est un homme d'affaires, un administrateur et un homme politique congolais.

## Biographie
Martin Parfait Aimé Coussoud-Mavoungou fait ses études primaires dans la localité de Les Saras dans le Kouilou. Il poursuit ses études secondaires au séminaire catholique de Loango, dans le Kouilou, au collège d’enseignement général Monseigneur-Carrie actuellement Trois-Gloirieuses et au lycée Karl-Marx, actuellement lycée Victor-Augagneur, à Pointe-Noire. Après son baccalauréat, il s'inscrit à l'université Marien-Ngouabi de Brazzaville, où il obtient sa licence en droit privé en 1980.
À l'université Bordeaux I en France, il prépare avec succès une maîtrise de droit des affaires, obtenue en 1982. Par la suite, il obtient tour à tour un certificat de droit maritime et aérospatial à l'université de Nantes en 1983 et un diplôme d’administrateur des affaires maritimes à l'université de Bordeaux avec mention très bien, en 1985. Il est le sixième Congolais à satisfaire à ce diplôme. Il va par la suite collectionner des diplômes en rapport avec le secteur des Affaires maritimes.
Il commence son parcours professionnel en faisant un stage à la Direction des Services de la Marine marchande en 1980 et 1981. Par la suite, fin 1983, il fait un stage d’élève administrateur des affaires maritimes au port autonome de Bordeaux, ainsi qu'un stage au Chantier naval du sud ouest Bassens, suivi de février à avril 1984 d'un stage d’embarquement au long cours sur le navire Bouake de la Société ivoirienne de transports maritimes (SITRAM – Cote occidentale Afrique Nord continent), puis sur le navire Cayenne affrété par le SITRAM (Côte occidentale Afrique- Méditerranéen).
Il suit des projets radiocommunications maritimes, météorologie maritime, recherche et sauvetage maritimes, pollution marine, et participe à la mise en place du système législatif et réglementaire maritime Congolais. En février 1988, il participe à Kingston en Jamaïque, aux réunions sur les fonds marins (droit de la mer), ainsi que divers séminaires et colloques sur le sujet.
En juillet 1993, il devient Président du comité des Experts de l’Afrique de l’Ouest et du Centre en vue de préparer les documents pour la réorganisation de l’Académie régionale des sciences et techniques de la mer (ARSTM) à Abidjan en Côte d’Ivoire. La même année, en décembre, il est nommé expert maritime auprès de la Banque mondiale. En 1998, il est président du Groupe de travail sur la formation des Inspecteurs du Contrôle des navires par l’État du Port sous l’égide de l’Organisation maritime internationale à Accra au Ghana. Il est aussi la même année président du comité des Experts Africains membres de l’Organisation maritime de l’Afrique de l’Ouest et du Centre (OMAOC) et participe à la mise en place du système législatif et réglementaire en matière fluviale ainsi qu'à la création de l’Association des armements africains. Il sera également le chef de la délégation congolaise aux réunions sur la mise en place de l’accord instituant un régime uniforme de navigation fluviale et créant la commission internationale Congo-Oubangui-Sangha (CICOS).
Avec les grades d’Administrateur en chef de 2e classe des Affaires maritimes (capitaine de frégate de réserve) et d’Administrateur en chef des services Administratifs et Financiers (SAF) de 2e classe et de 4e échelon, il va occuper différentes fonctions au sein de services publics congolais. Il sera notamment dès 1985 chargé de l’Administration des gens de Mer (Marine marchande), dont il devient directeur en 1987 avant d'être directeur de la Navigation et de la Sécurité maritimes (Marine marchande) en 1991. Outre un bref passage comme directeur général par intérim de la Marine marchande en 1994, il va par la suite de 1997 à 1999, être chargé de mission aux Affaires maritimes auprès du ministre de la Marine marchande.
De 1999 à 2002, il est conseiller aux transports maritimes et fluviaux du ministre des Transports, de l’Aviation civile, chargé de la Marine marchande. Dans le même temps, il va occuper les postes d'administrateur du port autonome de Pointe-Noire, du Conseil congolais des chargeurs, de la Société Intels Congo et de la SACOMAB.
Martin Parfait Aimé Coussoud-Mavoungou a aussi occupé des fonctions parlementaires en tant que député suppléant de la 2e circonscription électorale de Mvouti de 1993 à 1997, puis d’août 2002 à janvier 2005. Bénéficiant de la confiance de Denis Sassou-Nguesso, président de la République, à la faveur du remaniement du gouvernement de janvier 2005, il est à la tête du département ministériel des PME, chargé de l’Artisanat. Il occupe plus tard le poste de ministre délégué auprès du ministre d'État, ministre des Transports, de l'Aviation civile et de la Marine marchande, chargé de la marine marchande.
En janvier 2021, il est nommé secrétaire permanent du Comité interministériel sur l’action de l’Etat en mer et dans les eaux continentales.
Il meurt le 14 mars 2022 en France.

### Famille
Martin Parfait Coussoud-Mavoungou est  marié et père de 9 enfants.

## Publications
Martin Parfait Coussoud-Mavoungou est l’auteur des publications suivantes :
- Pour un système concerté de contrôle des navires en UDEAC, Pointe-Noire, juin 1994
- Contribution pour une relance et relance et revalorisation de la pêche maritime industrielle au Congo, Pointe-Noire, juillet 1994
- Anatomie d’une hérésie en mer, septembre 2002
- Contribution à la connaissance de l’exploitation des droits de trafic maritimes, septembre 2002
- Le Congo adhère aux conventions maritimes (courrier des transports), août 2002
- Le Congo et le Code ISPS, in Nouvelle République, 2004
- Le Contrôle des marines par l’État du port : Expérience et Contributions Congolaise, in Revue Congolaise des Transports et des Affaires Maritimes, no 01/2003, 2004.